# Bahnbetriebswerk Koblenz-Lützel

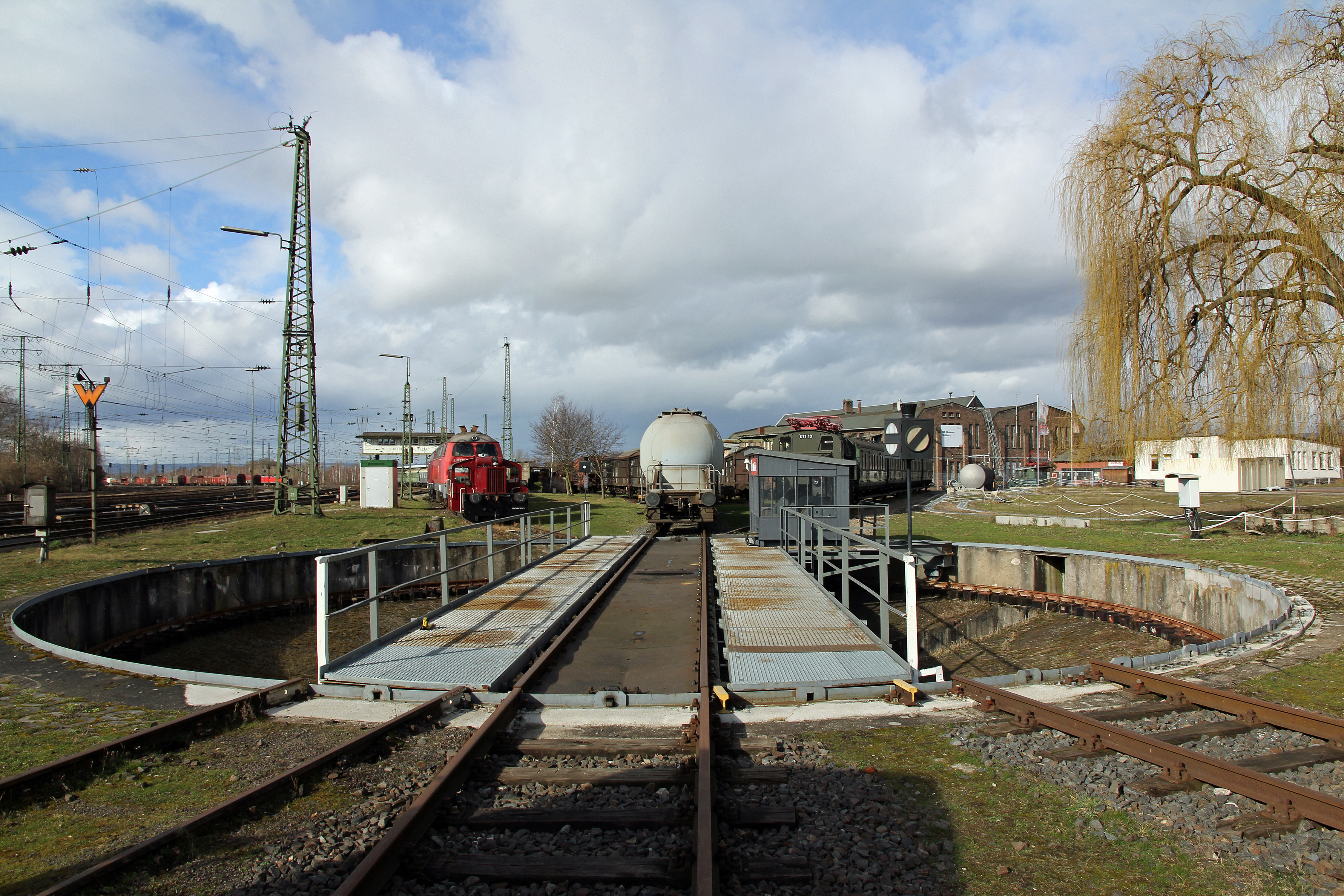
Das Bahnbetriebswerk Koblenz-Lützel in Koblenz-Neuendorf, im Vordergrund die Drehscheibe

Das Bahnbetriebswerk Koblenz-Lützel war ein Bahnbetriebswerk an der linken Rheinstrecke in Koblenz. Das Werk im Stadtteil Neuendorf war von 1905 bis 1968 in Betrieb. Im ehemaligen Güterwagenausbesserungswerk, das noch bis 1995 in Betrieb war, ist seit 2001 das DB Museum Koblenz beheimatet. Das Bahnbetriebswerk Koblenz-Lützel ist das einzig teilweise erhaltene der drei Koblenzer Bahnbetriebswerke. Es ist damit ein Zeugnis der Technik- und Wirtschaftsgeschichte der Stadt Koblenz und des Landes Rheinland-Pfalz sowie für die bei der Deutschen Reichsbahn übliche Ausstattung der Betriebswerke.

## Geschichte

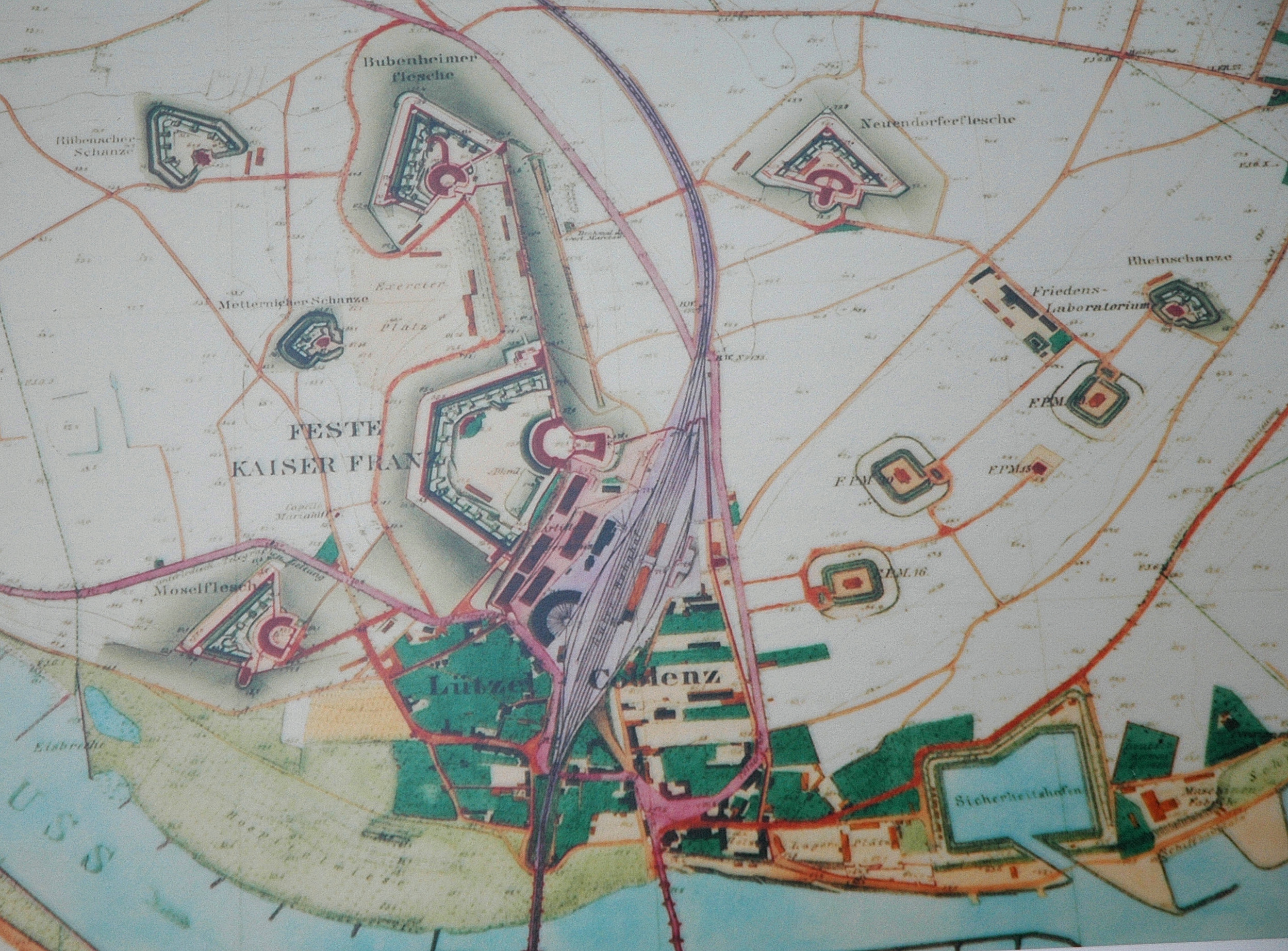
Das System Feste Kaiser Franz mit dem Güterbahnhof Lützel in den 1880er Jahren

Nach Bau des Streckenabschnitts Bonn–Koblenz der linken Rheinstrecke 1858 wurde gleichzeitig in Lützel am Fuße der Feste Kaiser Franz ein Güterbahnhof angelegt. Im Jahr darauf wurde der Bahnhof Koblenz-Lützel eröffnet. Der Güterbahnhof wurde 1905 weiter nach Norden in Höhe der Rhein-Kaserne verlegt. Nördlich davon entstand gleichzeitig das Bahnbetriebswerk Koblenz-Lützel nach Plänen der Königlichen Eisenbahndirektion Köln. Als ausführender Architekt wurde Mahler genannt. Mit Aufgabe des Bahnbetriebswerks am Koblenzer Hauptbahnhof 1935 wurden die Leistungen von den Bahnbetriebswerken Koblenz-Lützel und Koblenz-Mosel übernommen. Im Zweiten Weltkrieg waren die Bahnanlagen in Lützel häufig Ziel alliierter Luftangriffe.
Im Jahr 1968 wurde das Bahnbetriebswerk Koblenz-Lützel aufgegeben und in mehreren Abschnitten zurückgebaut. Bis Anfang der 1980er Jahre verblieben noch die Stände 1–5, von denen aber nur noch Stand 5 an die heute noch bestehende Drehscheibe angeschlossen war. Seit Anfang der 1980er Jahre wurde dann auch dieser Rest des Ringlokschuppens und andere Teile des Bahnbetriebswerks abgerissen. Das Ausbesserungswerk für Güterwagen war noch bis 1995 in Betrieb. Am 21. April 2001 wurde hier als erster Außenstandort des Verkehrsmuseums in Nürnberg das DB Museum Koblenz eröffnet.

## Betriebsanlagen

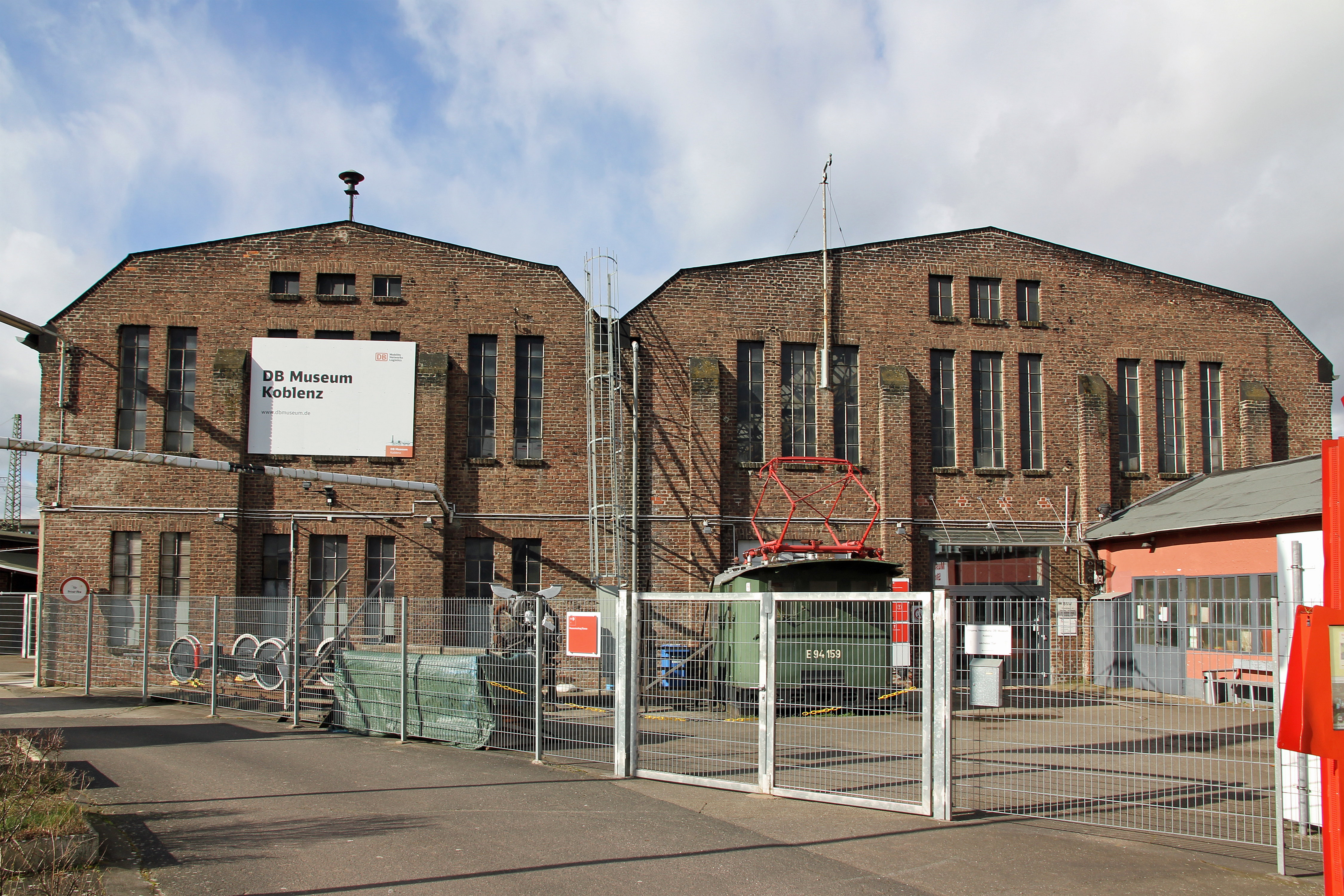
Die Wagenhalle, heute DB Museum Koblenz

Das Bahnbetriebswerk Koblenz-Lützel bestand aus einem großen zweigeteilten 30-ständigen Ringlokschuppen, mit jeweils einer 20-m-Drehscheibe, in dem die Lokomotiven für Güterzüge und den Rangierbetrieb im Güterbahnhof beheimatet waren, sowie der 60 m langen Wagenhalle mit drei Gleisen samt Werkstätten, in der bis 1995 Güterwagen instand gesetzt wurden. Im nördlichen Schuppenteil waren die Stände 1–19, im südlichen die Stände 20–30 untergebracht, dazwischen befand sich die Lokleitung und das Büro des Abteilungsleiters B. Die Drehscheiben mit Gruben besaßen Wartungsgänge und Drehscheibenbrücken, die südliche ist bis heute erhalten. Zusätzlich gab es Verwaltungsgebäude, ein Übernachtungsgebäude, einen Wasserturm, Lagerräume, Abortgebäude, ein Kesselhaus und einen Holzlagerschuppen, die drei letzteren Gebäude sind ebenfalls noch erhalten.
Die noch bestehende Wagenhalle mit den Werkstätten und Lagerräumen wurde aus Backstein errichtet. Dabei wurde die Längsseite der Wagenhalle als Stahlskelettbau mit Bachsteinausfachung ausgeführt. Nach Süden zeigt die zweigeschossige Wagenhalle mit dem angeschlossenen Werkstatttrakt zwei Fassaden mit gebrochenem Giebelabschluss. Gegliedert ist sie durch dreiviertel hohe Lisenen und hochrechteckige Fenstern, die in zwei bzw. dreiteiligen Gruppen zusammengefasst sind. Das zentrale Gleistor an der Wagenhalle  ist mit hölzernen Flügeln erhalten. An der Nordseite besitzt es drei erneuerte Tore für die drei Gleise im Inneren. Der einheitliche Raum der Halle wird von einem eisernen Dachtragewerk überspannt, dessen Binder an den Längswänden auf verstärkten, lisenenartigen Stützen innerhalb des Fachwerks ruht.

## Denkmalschutz
Das ehemalige Bahnbetriebswerk Koblenz-Lützel ist seit 2013 ein geschütztes Kulturdenkmal nach dem Denkmalschutzgesetz (DSchG) und in der Denkmalliste des Landes Rheinland-Pfalz eingetragen. Es liegt in Koblenz-Neuendorf in der Schönbornluster Straße 3.